# Seetaler Winterbräuche
Die Seetaler Winterbräuche sind eine Reihe von Bräuchen, die während der Winterzeit im Seetal ausgeübt werden. Vor allem Hallwil ist für die Erhaltung alter Traditionen, speziell der Mittwinterbräuche, bekannt.

## Überregionales Brauchtum

### Chlauschlöpfen
Das Chlauschlöpfen (Peitschenknallen) wird von Anfang November bis zum zweiten Donnerstag im Dezember in der Region Lenzburg mit Geisseln (Peitschen) ausgeübt.

### Samichlaus
In der näheren Umgebung von Lenzburg kommt der Samichlaus (St. Nikolaus) nicht wie gewohnt am 6. Dezember, sondern am zweiten Donnerstag im Dezember. An diesem Tag findet in den Gassen der Stadt Lenzburg der traditionelle Chlausmärt statt.

## Brauchtum aus einzelnen Orten

### Mittwinterbräuche in Hallwil

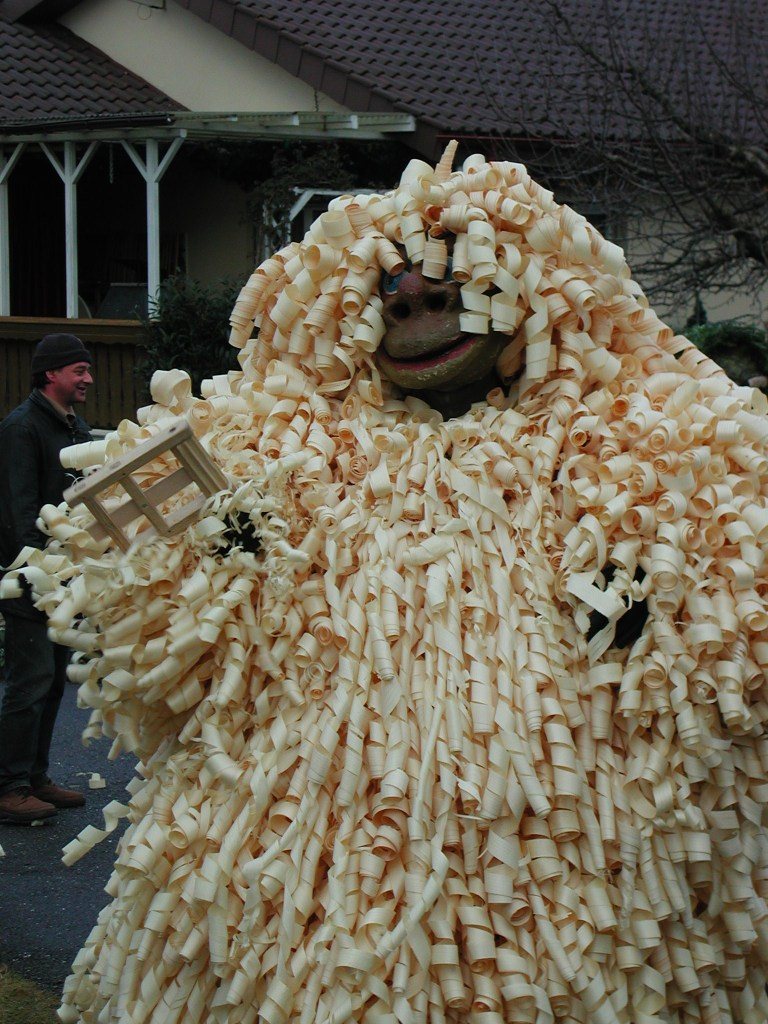
De Hobuspöönig – eine der vielen Figuren am Bärzeli

In Hallwil besteht ein einmaliger Zyklus von fünf Mittwinterbräuchen, deren Ursprünge in graue Vorzeit zurückreichen. Bis zu den 1920er-Jahren hatten diese Bräuche in etlichen Gemeinden der Region Lenzburg-Seetal Tradition. Nur in Hallwil überdauerten sie in dieser Vielfalt und wurden in den letzten Jahren sogar noch weiterentwickelt.
Der ganze Brauchtumszyklus umfasst:
- Chlauschlöpfen
- Chlausjagen
- Wienachts-Chindli
- Das Silväschtertrösche (Silvesterdreschen)
- Bärzeli

### Schwarze und Weisse in Niederlenz
In Niederlenz werden am Abend des Lenzburger Chlausmärts die Kinder ebenfalls von kostümierten Figuren besucht. Das Spektakel besteht aus zwei Gruppen mit je einem Schwarzen und aus zwei Weissen Chläusen. Auch in Niederlenz werden die Chläuse von den besten Chlauschlöpfern begleitet.

### Silvesterfeuer in Staufen
Auf dem Staufberg oberhalb von Staufen errichten in der Altjahrswoche die Jugendlichen, die die letzte Klasse der Volksschule besuchen, ein hohes Holzgerüst. Am Morgen des 31. Dezembers sammeln die Schulkinder im Dorf die dürren Weihnachtsbäume, Reiswellen und Strohballen ein. Das Material wird den Hügel hinaufgeschafft und auf dem Gerüst aufgeschichtet. Punkt Mitternacht wird mit den Glockenschlägen der Staufbergkirche das Feuer vor vielen Schaulustigen entzündet.

### Silvesterglöggeln in Seengen Aargau
(Silvester-Glöckeln) Am Silvesterabend versammeln sich kurz vor Mitternacht Kinder und Jugendliche, um gemeinsam mit ihren Betreuern das neue Jahr einzuläuten. Dabei wird mit verschieden grossen Glocken geklingelt. Treicheln sind nicht dabei.